# キム・サニ
キム・サニ（ハングル: 김사니、1981年6月21日 - ）は、韓国の元女子バレーボール選手。元韓国代表で韓国代表キャプテンを2006年から務めた。

## 来歴
1999年、中央女子高校在学中に18歳の若さで代表に招集され、左利きの長身セッターとして注目を浴びた。スピードが勝負の韓国バレーの中核を担い、レフトに上げると見せかけて瞬時にライトに持っていくトスが特徴。ほかにもツーアタックやトスフェインを得意としている。ワールドカップ1999、シドニー五輪に出場した。2001年のグラチャンからは正セッターを務める。2004年のアテネ五輪に出場した。
2006年の代表の時は韓国国内から「伝統のある韓国代表でありながら茶髪にピアスそして腕にドクロのタトゥーをするとは、代表をなめている、だから韓国女子は弱いんだ」とバッシングを受けた。
2007年は元々代表キャプテンでセッターだった選手の怪我によりピンチヒッターとして韓国代表のキャプテンとしてワールドカップに来日。
2008年5月の北京オリンピック世界最終予選ではキャプテンとしてチームをまとめた。主力が次々に怪我や手術で辞退する中でインタビューで「計り知れないプレッシャーがあった」と語った。タイとの対決では死闘の末に勝利を掴み取った際「団結すれば何でもできる！」と苦しかった胸の内を明かし号泣した。
2012年5月のロンドンオリンピック世界最終予選において、主将として2大会ぶりの予選突破にチームを導き、8月の同大会本戦でも韓国代表36年ぶりとなるベスト4進出に貢献した。
2013年5月、アゼルバイジャン女子バレーボール・スーパーリーグのロコモティフ・バクーへの移籍が発表された。
2014年5月、IBK企業銀行アルトスに移籍した。2014-15シーズンの韓国Vリーグで2季ぶりの優勝に導いて、MVPを受賞した。2017年、FA権を行使したが移籍できず現役引退し、スポーツ解説者となった。
功績が称えられ、背番号9はIBK企業銀行アルトスの永久欠番となった。韓国Vリーグではロベルランディ・シモンに続き2人目となり、女子では初である。

## 球歴
- オリンピック - 2000年（8位）、2004年（5位）、2012年（4位）
- 世界選手権 - 2002年（6位）、2006年（13位）、2010年（13位）
- ワールドカップ - 1999年（4位）、2003年（9位）、2007年（8位）
- ワールドグランドチャンピオンズカップ - 2001年、2009年
- ワールドグランプリ - 1999年、2000年、2001年、2002年、2003年、2004年、2005年、2006年、2012年
- アジア選手権 -1999年、2001年、2003年、2005年

## 所属クラブ
- 韓国道路公社ハイパスジェニス（-2006年）
- KT&G（2007-2010年）
- 興国生命ピンクスパイダーズ（2010-2013年）
- ロコモティフ・バクー（2013-2014年）
- IBK企業銀行アルトス（2014-2017年）

## 受賞歴
- 2010年 日韓Vリーグトップマッチ MIP
- 2015年 2014-15韓国Vリーグ　MVP